# Karthik
Murali Karthikeyan Muthuraman (nacido el 13 de septiembre de 1960, Chennai), más conocido por su nombre artístico como Karthik, es un actor de cine, cantante de playback y político hindú. Es hijo del actor R. Muthuraman. Fue introducido por primera vez por Bharathiraja, en la película titulada "Alaigal Oivathillai". Ha trabajado como actor, principalmente en películas tamiles.
Karthik ganó cuatro Premios Filmfare como Mejor "Actor del cine Tamil" y un premio Filmfare como Mejor "Actor del cine Telugu". También ha sido un destinatario del estado Tamil Nadu, para obtener los Premios del Cine del Estado y el Premio Nandi. Ha sido uno de los artistas, más aclamados por su talento por su actuación y por sus enormes habilidades, sin embargo, la fraternidad en películas fue una des mejores maneras de extraer gran parte de su talento. Su carrera como actor ha tenido muchos éxitos, especialmente en películas de larga duración. Además de su gran fanaticada alrededor de la India del sur. TSBK moulée, consideró a Karthik, por su personalidad sencilla y muy humilde.

## Filmografía

### Como actor
| Año  | Película                      | Personaje                                | Idioma | Notas                                                                                                  |
| ---- | ----------------------------- | ---------------------------------------- | ------ | --- |
| 1981 | Alaigal Oivathillai           | Vichu                                    | Tamil  | Tamil Nadu State Film Award for Best Male Debut                                                        |
| 1981 | Seethakoka Chiluka            | Raghu                                    | Télugu | Remake de la película tamil Alaigal Oivathillai                                                        |
| 1982 | Ilanjodigal                   | Ramu                                     | Tamil  | |
| 1982 | Neram Vandhachu               | Raja                                     | Tamil  | |
| 1982 | Kelviyum Naane Pathilum Naane | Nirmal, Babu                             | Tamil  | |
| 1982 | Thaai Mookaambikai            | Muthu                                    | Tamil  | Aparición especial                                                                                     |
| 1982 | Ninaivellam Nithya            | Chandru                                  | Tamil  | |
| 1982 | Kanne Radha                   | Nagarajan "Raja"                         | Tamil  | |
| 1982 | Pakkathu Veetu Roja           |                                          | Tamil  | |
| 1982 | Valibamey Vaa Vaa             |                                          | Tamil  | |
| 1982 | Adhisayappiravigal            |                                          | Tamil  | |
| 1982 | Agaya Gangai                  | Murali                                   | Tamil  | |
| 1983 | Maarupatta Konangal           | Karthik                                  | Tamil  | |
| 1983 | Oru Kai Pappom                | Jayaraman                                | Tamil  | |
| 1983 | Bhagavathipuram Railway Gate  |                                          | Tamil  | |
| 1983 | Aayiram Nilave Vaa            | Chandhar, Soori                          | Tamil  | First Double Role                                                                                      |
| 1983 | Apoorva Sahodarigal           | Ravi                                     | Tamil  | |
| 1983 | Dhooram Adhighamillai         | Araamuthu                                | Tamil  | |
| 1984 | Anubandham                    | Satya Murthy                             | Telugu | |
| 1984 | Ninaivugal                    | Kannan                                   | Tamil  | |
| 1984 | Pei Veedu                     | Thyagu                                   | Tamil  | |
| 1984 | Nandri                        | Shankar                                  | Tamil  | |
| 1984 | Raja Thanthiram               | Boopathy                                 | Tamil  | |
| 1984 | Nallavanuku Nallavan          | Vinod                                    | Tamil  | |
| 1984 | Puyal Kadantha Bhoomi         | Murali                                   | Tamil  | |
| 1985 | Nalla Thambi                  | Raju                                     | Tamil  | |
| 1985 | Mookkanan Kaiyiru             | Bhaskar                                  | Tamil  | |
| 1985 | Puthiya Sagaptham             | Deepak                                   | Tamil  | Aparición especial                                                                                     |
| 1985 | Anveshana                     | Amar                                     | Telugu | Dubbed in Tamil as Paadum Paravaigal                                                                   |
| 1985 | Aval Sumangalithan            | Bhaskaran                                | Tamil  | |
| 1985 | Viswanathan Velai Venum       |                                          | Tamil  | |
| 1985 | Arthamulla Aasaigal           | Selvam                                   | Tamil  | |
| 1985 | Ketti Melam                   |                                          | Tamil  | |
| 1986 | Dharma Pathini                | Inspector Prem Kumar                     | Tamil  | |
| 1986 | Punyasthree                   | Bhaskar                                  | Telugu | |
| 1986 | Natpu                         | Vanchinathan                             | Tamil  | |
| 1986 | Mouna Ragam                   | Manohar                                  | Tamil  | Aparición especial                                                                                     |
| 1986 | Oomai Vizhigal                | Ramesh                                   | Tamil  | Aparición especial                                                                                     |
| 1986 | Thodarum Uravu                |                                          | Tamil  | |
| 1987 | Raja Mariyadhai               | Raguram                                  | Tamil  | |
| 1987 | Velicham                      | Ashok Kumar                              | Tamil  | |
| 1987 | Nalla Pambu                   | Raja                                     | Tamil  | |
| 1987 | Ore Ratham                    | Mahesh                                   | Tamil  | |
| 1987 | Thaye Neeye Thunai            |                                          | Tamil  | |
| 1987 | Dhoorathu Pachai              |                                          | Tamil  | |
| 1987 | Vanna Kanavugal               | Kannapan                                 | Tamil  | |
| 1987 | Veeran Veluthambi             | Thirumalai                               | Tamil  | Aparición especial                                                                                     |
| 1987 | Chinnamanikkuyile             | Unknown                                  | Tamil  | no publicado                                                                                           |
| 1987 | Parisam Pottachu              | Murali                                   | Tamil  | |
| 1987 | Enga Veettu Ramayanan         | Murali                                   | Tamil  | |
| 1988 | Abhinandana                   | Raja                                     | Telugu | Nandi Special Jury Award Filmfare Award for Best Actor - Telugu Dubbed in Tamil as Kaadhal Geetham     |
| 1988 | Solla Thudikuthu Manasu       | P. G. Thilainathan                       | Tamil  | |
| 1988 | Kan Simittum Neram            | Raja (Kannan)                            | Tamil  | |
| 1988 | Urimai Geetham                | Chandru                                  | Tamil  | |
| 1988 | Agni Natchathiram             | Ashok                                    | Tamil  | Premio Filmfare al Mejor Actor– Tamil Tamil Nadu State Film Award Premio especial al mejor actor       |
| 1988 | En Jeevan Paduthu             | Surendran                                | Tamil  | |
| 1988 | Kalicharan                    | Raja                                     | Tamil  | |
| 1989 | Varusham Padhinaaru           | Kannan                                   | Tamil  | Premio Filmfare al Mejor Actor– Tamil                                                                  |
| 1989 | Sattathin Thirappu Vizhaa     | Rajesh                                   | Tamil  | |
| 1989 | Solaikuyil                    | Maruthu                                  | Tamil  | |
| 1989 | Paandi Nattu Thangam          | Thangapandian                            | Tamil  | |
| 1989 | Rettai Kuzhal Thuppakki       | Velu                                     | Tamil  | |
| 1989 | Gopala Rao Gari Abbayi        | Raghu                                    | Telugu | Dubbed in Tamil as Kaadhal Oivathillai                                                                 |
| 1989 | Thiruppu Munai                | Rajaram/ Vanchinathan                    | Tamil  | |
| 1990 | Idhaya Thamarai               | Vijay                                    | Tamil  | |
| 1990 | Mr. Karthik                   | Karthik                                  | Tamil  | |
| 1990 | Unnai Solli Kutramillai       | Balu                                     | Tamil  | |
| 1990 | Kalyana Rasi                  | Murali                                   | Tamil  | |
| 1990 | Periya Veetu Pannakkaran      | Sundara Pandi                            | Tamil  | |
| 1990 | Kizhakku Vasal                | Ponnurangam                              | Tamil  | Premio Filmfare al Mejor Actor– Tamil Premio Tamil Nadu State Film al Mejor Actor                      |
| 1990 | Ethir Kaatru                  | Ram Narendran                            | Tamil  | |
| 1990 | Engal Swamy Ayyappan          | Himself                                  | Tamil  | Aparición especial                                                                                     |
| 1991 | Vanakkam Vathiyare            | Rajappa                                  | Tamil  | |
| 1991 | Irumbu Pookkal                | Dharma                                   | Tamil  | |
| 1991 | Gopura Vasalile               | Manohar                                  | Tamil  | |
| 1991 | Vigneshwar                    | Vigneshwar                               | Tamil  | |
| 1992 | Amaran                        | Amaran                                   | Tamil  | |
| 1992 | Unna Nenachen Pattu Padichen  | Muthurasu                                | Tamil  | |
| 1992 | Nadodi Thendral               | Thangarasu                               | Tamil  | |
| 1992 | Nadodi Pattukkaran            | Sundaram                                 | Tamil  | |
| 1992 | Idhu Namma Bhoomi             | Gopi                                     | Tamil  | |
| 1992 | Suyamariyadhai                | Vijay                                    | Tamil  | |
| 1992 | Deiva Vaakku                  | Thambi Durai                             | Tamil  | |
| 1993 | Chinna Kannamma               | Aravind                                  | Tamil  | |
| 1993 | Ponnumani                     | Ponnumani                                | Tamil  | Premio Filmfare al Mejor Actor– Tamil                                                                  |
| 1993 | Chinna Jameen                 | Raasaiyya                                | Tamil  | |
| 1993 | Kathirukka Neramillai         | Raju, Somasekhar                         | Tamil  | |
| 1994 | Seeman                        | Seeman                                   | Tamil  | |
| 1994 | Ilaignar Ani                  | Prisionero                               | Tamil  | Aparición especial                                                                                     |
| 1994 | Maga Rayudu                   | Karthik                                  | Telugu | Dubbed in Tamil as Mr. Maharani                                                                        |
| 1995 | Muthu Kaalai                  | Muthu Kaalai                             | Tamil  | |
| 1995 | Lucky Man                     | Gopi                                     | Tamil  | |
| 1995 | Nandhavana Theru              | Seenu                                    | Tamil  | |
| 1995 | Marumagan                     | Thangarasu                               | Tamil  | |
| 1995 | Chakravarthy                  | Inspector Chakravarthy                   | Tamil  | |
| 1995 | Thotta Chinungi               | Mano                                     | Tamil  | |
| 1996 | Kizhakku Mugam                | Venu                                     | Tamil  | |
| 1996 | Ullathai Allitha              | Rajasekhar                               | Tamil  | |
| 1996 | Katta Panchayathu             | Rajadurai                                | Tamil  | |
| 1996 | Poovarasan                    | Poovarasan                               | Tamil  | |
| 1996 | Mettukudi                     | Raja                                     | Tamil  | |
| 1996 | Gokulathil Seethai            | Rishi                                    | Tamil  | |
| 1997 | Sishya                        | Aravind                                  | Tamil  | |
| 1997 | Pistha                        | Manikandan                               | Tamil  | |
| 1998 | Udhavikku Varalaamaa          | Muthurasu (Pichumani, Hussain and James) | Tamil  | |
| 1998 | Sundara Pandian               | Pandi, Sundar                            | Tamil  | |
| 1998 | Harichandra                   | Harichandra                              | Tamil  | |
| 1998 | Unnidathil Ennai Koduthen     | Selvam                                   | Tamil  | Premio Cinema Express al mejor actor– Tamil Tamil Nadu State Film Award Premio especial al mejor actor |
| 1998 | Pooveli                       | Murali                                   | Tamil  | Tamil Nadu State Film Award Premio especial al mejor actor                                             |
| 1999 | Chinna Raja                   | Raja/Dilip                               | Tamil  | |
| 1999 | Nilave Mugam Kaattu           | Murthy (Govind)                          | Tamil  | |
| 1999 | Anandha Poongatre             | Haridas                                  | Tamil  | Aparición especial                                                                                     |
| 1999 | Suyamvaram                    | Ram Kumar                                | Tamil  | |
| 1999 | Rojavanam                     | Muthu                                    | Tamil  | |
| 1999 | Unakkaga Ellam Unakkaga       | Sakthivel                                | Tamil  | |
| 2000 | Thai Poranthachu              | Aravind                                  | Tamil  | Aparición especial                                                                                     |
| 2000 | Sandhitha Velai               | Aadalarasu, Thirunaavukkarasu            | Tamil  | |
| 2000 | Kannan Varuvaan               | Kannan                                   | Tamil  | |
| 2000 | Kuberan                       | Kuberan                                  | Tamil  | |
| 2000 | Seenu                         | Seenu                                    | Tamil  | |
| 2001 | Ullam Kollai Poguthae         | Gautham                                  | Tamil  | Aparición especial                                                                                     |
| 2001 | Lovely                        | Chandru                                  | Tamil  | |
| 2001 | Azhagana Naatkal              | Chandru                                  | Tamil  | |
| 2002 | Devan                         | Chakravarthy                             | Tamil  | |
| 2002 | Game                          | Raja                                     | Tamil  | |
| 2003 | Indru                         | Goutham                                  | Tamil  | |
| 2006 | Kusthi                        | Singam                                   | Tamil  | |
| 2007 | Kalakkura Chandru             | Chandru                                  | Tamil  | |
| 2010 | Maanja Velu                   | ACP Subash Chandra Bose                  | Tamil  | |
| 2010 | Raavanan                      | Ganaprakasam                             | Tamil  | |
| 2011 | Puli Vesham                   | ACP Easwaran Moorthy                     | Tamil  | |
| 2013 | Om 3D                         | Harischandra Prasad                      | Telugu | |
| 2015 | Anegan                        | Ravikiran                                | Tamil  | |
| 2018 | Thaana Serndha Kootam         | Kurunjivendhan                           | Tamil  | |
| 2018 | Mr. Chandramouli              | Mr. Chandramouli                         | Tamil  | |
| 2019 | Dev                           | Ashok                                    | Tamil  | Aparición especial                                                                                     |

### Como cantante
| Año  | Película        | Canción                             | Director musical      | Notas |
| ---- | --------------- | ----------------------------------- | --------------------- | ----- |
| 1991 | Suya Mariyathai | "Vanmedu Megham"                    | Shivajiraaja          |       |
| 1992 | Amaran          | "Vethalai Potta Sokkula" "Musthafa" | Adithyan              |       |
| 1993 | Chinna Jameen   | "Onappu Thattu"                     | Ilayaraja             |       |
| 1997 | Sishya          | "Abpallo Abpallo"                   | Deva                  |       |
| 1997 | Pistha          | "Kozhi curry kondu varatta"         | S. A. Rajkumar        |       |
| 1998 | Pooveli         | "Kathai Sollapporaen"               | Bharathwaj            |       |
| 1998 | Harichandra     | "Harichandran "                     | Anand, Gopal, Shaleen |       |

## Personajes

### Actuaciones en vivo
| Película                                                 | Actor      | Caracteres   | Idioma | Idioma original | Fecha de lanzamiento | Fecha y año de lanzamiento | Notas |
| -------------------------------------------------------- | ---------- | ------------ | ------ | --------------- | -------------------- | -------------------------- | --- |
| Las crónicas de Narnia: la travesía del Viajero del Alba | Ben Barnes | King Caspian | Tamil  | English         | 2010                 | 2010                       | Karthik's name was mentioned on the Tamil dub credits of the DVD release of the film, also containing the Hindi and Telugu credits. |